# 주마다 알타니
주마다 알타니(아랍어: جمادى الثاني)는 이슬람력에서 여섯 번째 달의 이름이다.

## 시간
| AH   | 첫 날 (CE/AD)    | 마지막 날 (CE/AD) |
| ---- | ---------------- | ----------------- |
| 1439 | 2018년 2월 17일  | 2018년 3월 17일   |
| 1440 | 02019년 2월 6일  | 02019년 3월 7일   |
| 1441 | 2020년 1월 26일  | 2020년 2월 24일   |
| 1442 | 2021년 1월 14일  | 2021년 2월 12일   |
| 1443 | 02022년 1월 4일  | 02022년 2월 1일   |
| 1444 | 2022년 12월 25일 | 2023년 1월 22일   |

## 같이 보기
- 주마다 알아우왈